# Meeboldina
Meeboldina là một chi thực vật có hoa trong họ Restionaceae.